# Cannaphila insularis
Cannaphila insularis is een libellensoort uit de familie van de korenbouten (Libellulidae), onderorde echte libellen (Anisoptera).
De wetenschappelijke naam Cannaphila insularis is voor het eerst geldig gepubliceerd in 1889 door Kirby.